# Томбето
Томбето (болг. Томбето) — село в Болгарии. Находится в Великотырновской области, входит в общину Елена. Население составляет 1 человек.

## Политическая ситуация
В местном кметстве Майско, в состав которого входит Томбето, должность кмета (старосты) исполняет Зоя Андонова Ангелова (Болгарская социалистическая партия (БСП)) по результатам выборов правления кметства.
Кмет (мэр) общины Елена — Сашо Петков Топалов (Болгарская социалистическая партия (БСП)) по результатам выборов в правление общины.